# Chilabothrus subflavus
Chilabothrus subflavus (ямайський удав) — вид змій родини удавових (Boidae). Ендемік Ямайки.

## Опис
Довжина ямайського удава може досягати до 2 м. Голова і верхня частина тіла у змії золотисто-зелена, поцяткована чітким зигзагоподібним візерунком. Задня частина тіла поступово стає чорною.

## Поширення і екологія
Ямайські удави мешкають на острові Ямайка, зокрема в країні Кокпіт та в Синіх горах. Вони живуть у тропічних лісах, трапляються поблизу печер і серед скель, а також на плантаціях, на висоті до 1000 м над рівнем моря. Ведуть нічний спосіб життя. Живляться ящірками, птахами, зокрема ямайськими і жовтоволими амазонами, а також кажанами. Яйцеживородні.

## Збереження
МСОП класифікує цей вид як вразливий. Chilabothrus subflavus загрожує знищення природного середовища, полювання та вилов з метою продажу.